# Diadexia parodes
Diadexia parodes là một loài bướm đêm trong họ Crambidae.